# Московско-Тайбэйская координационная комиссия по экономическому и культурному сотрудничеству
Московско-Тайбэйская (Московско-Тайбейская) координационная комиссия по экономическому и культурному сотрудничеству — неправительственная организация, которая обеспечивает неформальные связи России с территорией Тайвань. Головной офис находится в Москве, в Тайбэе работает региональное представительство. С тайваньской стороны действует схожая Тайбэйско-Московская координационная комиссия по экономическому и культурному сотрудничеству.

## Особенности статуса
С 1990-х годов Российская Федерация, как и многие другие государства, осуществляет неформальные связи с частично признанным Тайванем. Это происходит таким образом, чтобы не повредить отношениям с КНР. Поэтому были созданы специальные неправительственные организации — Московско-Тайбэйская и Тайбэйско-Московская координационные комиссии по экономическому и культурному сотрудничеству.
Московско-Тайбейская (Московско-Тайбэйская, ранее — Московско-Тайпейская) координационная комиссия по экономическому и культурному сотрудничеству учреждена на основании отдельного Распоряжения Президента России и действует в соответствии с Указом Президента России «Об отношениях между Российской Федерацией и Тайванем» от 15 сентября 1992 г. Зарегистрирована Министерством юстиции РФ и внесена в ЕГРЮЛ как международная общественная организация.
Официальные отношения России c Тайванем не поддерживаются. В российско-тайваньских контактах, документах, соглашениях не допускается использование государственного флага и других государственных символов России, а также символики и названия частично признанной «Китайской Республики». Лица, находящиеся на государственной службе, не могут быть сотрудниками комиссии. C российской стороны любые связи и сотрудничество ведутся за пределами госучреждений, только по линии и от имени общественных, производственных, коммерческих организаций, объединений и т. п. Российские интересы на Тайване защищает представительство Московско-Тайбэйской координационной комиссии по экономическому и культурному сотрудничеству.

## История и деятельность
16 апреля 1992 года глава Экспертного совета при Председателе Правительства РСФСР О.И. Лобов и заместитель министра иностранных дел частично признанной республики Чан Сяо-янь подписали протокол о комиссиях по экономическому и культурному сотрудничеству, фактически начав установление связей между РФ и территорией Тайвань.
2 сентября 1992 года Президент РФ Б. Н. Ельцин утвердил Распоряжение о Московско-Тайбэйской координационной комиссии по экономическому и культурному сотрудничеству, а также Указ о создании Экспертного совета при Президенте России (ныне — Экспертный совет при Правительстве России) и назначении О. И. Лобова его председателем. Создание комиссии вызвало резкую критику официального Пекина и многочисленные комментарии прессы. Вице-премьер А. Шохин сообщил прибывшему в Москву министру экономики Тайваня Цзян Бинкуню, что не стоит ждать прорывов в развитии отношений с Россией.
15 сентября 1992 года был издан Указ Президента Российской Федерации об отношениях между Российской Федерацией и Тайванем. Указ давал возможность осуществлять экономические, научно-технические, культурные и другие неофициальные связи между Россией и Тайванем только через неправительственные учреждения.
В 1993—1996 годах Московско-Тайбэйская комиссия не проявляла большой активности, представительство в Тайбэе фактически заработало только 25 апреля 1997 года. При этом в июле 1993 года в Москве было открыто представительство параллельной Тайбэйско-Московской координационной комиссии по экономическому и культурному сотрудничеству.
В 1998 году между Россией и Тайванем началось морское сообщение, когда между комиссиями (Московской-Тайбэйской и Тайбэйско-Московской) было подписано неформальное соглашение о судоходстве. И в феврале 1998 года российское судно вошло в тайваньский порт впервые более чем за 40 лет. Также было установлено воздушное сообщение между сторонами. На первом этапе была достигнута договорённость о чартерных рейсах из Тайваня на Дальний Восток России и в Москву. В мае 2001 года первый самолет пролетел по маршруту Владивосток-Тайбэй, хотя регулярные полеты начались спустя годы. На следующем этапе договорились о пролёте тайванских самолётов над Россией в Европу, что сократило время полёта на 4 часа. 16 мая 2006 года стороны подписали Меморандум о взаимопонимании в области научно-технического сотрудничества, а 25 июня 2007 года — в сфере образования и культурного сотрудничества.
В июле 2010 года прошла встреча Президента Тайваня Ма Инцзю с главой российского представительства комиссии в Тайбэе В. Добровольским, где Ма Инцзю предложил тактические шаги по развитию отношений (углубление экономических, научных и культурных связей, отмена виз, прямые авиаперелеты), поблагодарил за помощь в организации частного визита первой леди Тайваня в Москву. В 2013 году было подписано соглашение о сотрудничестве в области гражданской авиации. Делегация во главе с О. И. Лобовым была принята Президентом Тайваня Ма Инцзю. В 2014 году было открыто прямое авиационное сообщение между Москвой и Тайбэем, пассажиропоток между Россией и Тайванем достиг 25 000 человек в год.
При участии Московско-Тайбэйской координационной комиссии по экономическому и культурному сотрудничеству взаимодействуют Российская государственная библиотека и Национальная центральная библиотека в Тайбэе, в которой действуют 12 программ по культурному обмену с академическими учреждениями России. Хотя работа комиссий с российской и тайваньской стороны облегчила научные связи между Россией и Тайванем, ученые продолжают испытывать некоторые затруднения при организации поездок. Существует точка зрения, что отношения Тайваня и России развиваются во многом стихийно, ясная стратегия отсутствует.
Московско-Тайбэйская координационная комиссия неофициально представляет интересы России на территориях, находящихся под контролем частично признанной Китайской республики (Тайвань). Комиссия не является посольством, но на неё фактически возложены посольско-консульские функции: решение визовых вопросов и консульское обслуживание российских граждан.

## Представительство на Тайване
В Китайской Республике (Тайвань) в городе Тайбэй находится Региональное представительство комиссии, которое начало свою работу в декабре 1996 года. Руководитель Представительства — Петров Сергей Владимирович. Представительство действует в соответствии с местными законами.
Имеет неформальный, неправительственный статус, фактически являясь неофициальным представительством РФ на Тайване.

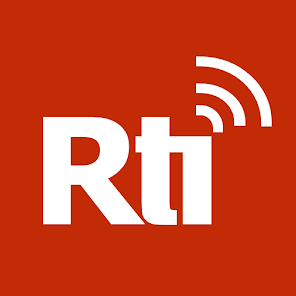
Русская служба «Международного радио Тайваня» работает с 1994 года

Одним из направлений работы представительства является продвижение русского языка, расширение научно-образовательных связей, поддержка местных проектов: в университете Чжэнчжи действует Русский центр, работает русская служба «Международного радио Тайваня», выходит на русском языке журнал «Тайваньская панорама».